# Беломоро-балтийская раса
Беломо́ро-балти́йская (также беломорско-балтийская) ра́са — малая раса в составе большой европеоидной расы. Распространена в Северо-Восточной Европе. Отличается средним ростом, светлой пигментацией, прямыми волосами, средним развитием третичного волосяного покрова, коротким носом (значительный процент приподнятых оснований и вогнутых спинок), мезокефалией или брахикефалией. Это самая светлопигментированная раса, особенно это касается цвета волос. Одно из главных физиогномических отличий от атланто-балтийской расы — более короткий нос.
Эта раса как группа популяций не тождественна восточнобалтийскому типу. Выделена под этим именем Н. Н. Чебоксаровым, присутствует в учебнике Я. Я. Рогинского и М. Г. Левина (1963). В. П. Алексеев (1974) называл эту расу восточнобалтийской, а в схеме В. В. Бунака (1980) эта раса называется просто балтийской. По Бунаку, её признаки таковы:
- большая доля светло-русых волос и светлоокрашенных радужин;
- ширина лица около 140 мм;
- средневысокое переносье;
- средний носовой указатель[8].

Распространена на северо-востоке Европы от восточного и южного побережья Балтийского моря до Урала (северные группы русских и белорусов, литовцы, латыши, карелы, вепсы, эрзяне и часть коми).